# Friedrich Gerhardt (Maler)
Viktor Friedrich Gerhardt (* 13. September 1828 in Biala, Galizien, an der Grenze zu Österreichisch-Schlesien; † 15. Dezember 1921 in Düsseldorf) war ein Maler und Maltechniker aus der Bielitz-Bialaer Sprachinsel. Er wurde auch Fritz genannt, schrieb sich zumeist Gerhardt, aber auch Gerhard oder Gerhart.

## Leben
Gerhardts Vater war Stuben- und Kirchenmaler aus Halberstadt, die Mutter, eine geborene Reissmann, kam aus Dessau. Verarmt und fast ohne jegliche Schulung ging Gerhardt 1849 aus Leschnitz in Oberschlesien, wo sein Vater verstorben war, in die Welt, schlug sich durch und verdiente sein Geld mit Silhouettenschneiden und Stubenmalen.
In Dresden besuchte er die Elementarzeichenklasse an der Königlichen Akademie zu Dresden und lernte so viel, dass er in Frankfurt am Main, wo er zu Fuß ankam, unter Edward von Steinle, Johann David Passavant unter anderen einige Zeit am Städelschen Kunstinstitut studieren konnte. Als seine Mittel verbraucht waren, ging er wieder auf Verdienstreise und landete in Düsseldorf. Hier war Gerhardt 1850/1851 Schüler der Malklasse von Karl Ferdinand Sohn und Theodor Hildebrandt. Während der Ferien arbeitete er schwer und produzierte Porträts in großer Zahl, die er billig verkaufte. 1853 war Gerhardt Schüler von Josephus Laurentius Dyckmans und Gustave Wappers an der Akademie der schönen Künste in Antwerpen. Auf einer Verdienstreise kehrte er nach Düsseldorf zurück. Von hier aus reiste er in den Ferien an den Niederrhein, wo er in zahlreichen Städten viele Bildnisse malte, auch von dem jungen Friedrich Krummacher.
Auf Anregung Johann Wilhelm Schirmers fand er 1854 Aufnahme in der neugegründeten Großherzoglich Badischen Kunstschule Karlsruhe. Er wurde erster Meisterschüler der Figurenmalerei und erhielt auch im landschaftlichen Fach seine Ausbildung. Als fahrender Kunstschüler wanderte er von Karlsruhe durchs bayerische Land, nach Tirol, und Italien, um in alten Kunststädten zu lernen. In Tirol malte er unter anderen den Abt des Klosters Fiecht. In Venedig schlossen sich ihm Anselm Feuerbach und Karl Roux an. 1856 gelangte er nach Rom. Hier verkehrte er im Kreise von August Noack, Salomon Corrodi, Hermann Ende und Karl Friedrich Fries. In gemeinsamer Fahrt mit Feuerbach und Roux ging es nach Herculaneum, Pompeji und Südfrankreich. Das Alte wurde gesucht, studiert und erforscht, die alten Maltechniken wurden ausprobiert. 1857 hielt Gerhardt sich in Neapel auf. Die in Neapel mit den Schweizer Offizieren der Krone von Neapel unterhaltenen Beziehungen, wie auch sein darauf folgender Aufenthalt ab 1859 in Solothurn, übten auf Gerhardts Kunstschaffen und dessen Entwicklung einen nachhaltigen Einfluss aus. Er erhielt zahlreiche Aufträge für Bildnisse und Veduten. In der Technik überwog die Ölmalerei.
Um 1862 ließ sich Gerhardt dauerhaft in Düsseldorf nieder. Im folgenden Jahr heiratete er Eva Bertha Auguste von Schlieben (1833–1916) aus Rackith bei Wittenberg an der Elbe, Tochter von Friedrich August von Schlieben und der Emilie Auguste, geb. von Leubnitz, die 1845 von ihrer Mutter Auguste Sophie Friederike von Leubnitz, geborene von Polenz das Rittergut Niederfriedersdorf erbte, allerdings sogleich ihrem Sohn Hans Anton August von Schlieben (1814–1973) überschrieb. Sie bekamen drei Kinder: Luise „Lise“ Emilie, Bertha und Paul (* 1876). Von 1863 bis zu seinem Tod im Jahr 1921 war Gerhardt Mitglied des Künstlervereins Malkasten. Zum dortigen Kaiserfest 1877 hatte Gerhardt im Venusteich des Malkastenparks die „Venusgrotte“ inszeniert.

### Wunderbau
An der Pempelforter Straße 80 in Düsseldorf baute Gerhardt, hier eingetragen unter Gerhard, das damals größte Ateliergebäude, genannt „Wunderbau“ oder auch „Wunderburg“, welches einundzwanzig Künstlern Raum bot. Dessen Pläne und die Architektur hatte er selbst entworfen. Im „Wunderbau“ hatten bedeutende Künstler der zweiten Hälfte des 19. Jahrhunderts ihre Werkstätten, darunter Wilhelm Sohn, Benjamin Vautier, Fritz Neuhaus, Paul Nauen, Aloys Fellmann und Meinrad Iten. Nach dem Brand der Akademie im Düsseldorfer Schloss (1872) erwachte hier die Königliche Kunstakademie vorübergehend zu neuem Leben, bis das neuerbaute Kunstgebäude 1879 fertig erstellt war und bezogen werden konnte.

„[…] die andere Hälfte [der Lehrer] hauste im so genannten „Wunderbau“, jenem im Osten der Stadt (Pempelforter Straße 80) gelegenen, dem Maler Fr. Gerhardt gehörigen, merkwürdig construierten Gebäude, zu dessen zahlreichen Ateliers die Zugänge durch Aussentreppen und Aussengalerien in verschiedenen Stockwerken vermittelt werden. Die Erinnerung an diesen „Wunderbau“ wird mit dieser Zeit der Akademie für immer verknüpft bleiben.“

Der „Wunderbau“ war zu dieser Zeit ein idyllisches, inmitten von Gärten gelegenes Künstlerheim im Stadtteil Pempelfort. Der Maler und Professor an der Kunstakademie Willy Spatz hatte für fast zweiundzwanzig Jahre, bis Anfang des Ersten Weltkrieges, im „Wunderbau“ Ateliers für seine Damen-Malschule gemietet. 1943 wurde das Atelierhaus restlos durch die Bomben des Zweiten Weltkriegs vernichtet.

### Künstlerfarben
Bis ins Greisenalter war Gerhardt unermüdlich bestrebt, den alten bewährten Techniken und Farben nachzuforschen und die Ergebnisse für den praktischen Gebrauch umzusetzen. Es scheint dem Maler anfänglich nicht am besten ergangen zu sein, bis er sich mehr und mehr der Anfertigung und dem Vertrieb von Künstlerfarben zuwandte. Er hatte die Wandmalerei der Klassischen Antike studiert und die Techniken der Freskomalerei untersucht. Er erfand die moderne Kaseinfarbe, ließ diese in Lizenz herstellen und gelangte so zu Wohlstand. Die Wiederentdeckung der alten Mörtel und die Entdeckung der meisten neueren Hilfsmittel für die Malerei beanspruchte Gerhardt für sich. Er baute eine Künstlerfarbenfabrik auf, die ein breites Spektrum an Gerhardt’schen Kasein-Farben anbot, etwa Kasein-Marmormehlfarben, Kasein-Tempera (1890), Kasein-Bindemittel (1892), Petroleum-Farbe (nur für Anstriche, 1892), des Weiteren enkaustische Farben, Ölfarben und spezielle Fahnen-, Seiden- und Gobelin-Farben. Die Kaseintechnik wurde in den weitesten Kreisen als das beste für die Monumentalmalerei wie für Staffeleibilder anerkannt. Nach diesem seinem Verfahren erfolgte auch die Restaurierung der durch das Löschwasser stark beschädigten Fresken von Alfred Rethel nach dem Brand im Aachener Rathaus im Juni 1883. Eine Kommission der Düsseldorfer Kunstakademie hatte zuvor ein ausführliches Gutachten darüber abgegeben. Er arbeitete viel mit Johann Peter Theodor Janssen, Eduard von Gebhardt, Adolf Schill und andern in München und Berlin zusammen. Die Werke von Eduard Kaempffer im reich bemalten Treppenhaus des Erfurter Rathauses wurden mit Gerhardtschen Kaseinfarben gemalt. Im Jahre 1911, in seinem 83. Lebensjahr, malte ihn sein Freund und Mitarbeiter Eduard von Gebhardt.
Im Alter von 93 Jahren starb Friedrich Gerhardt in Düsseldorf. Sein Sohn Paul Gerhardt führte dann den Kunstbetrieb des Vaters weiter. Er übernahm 1919 die „Wunderburg“ und baute, unterstützt von seiner Gattin als geschickter Mitarbeiterin, von den maltechnischen Erkenntnissen des Vaters profitierend umfangreiche Restaurationswerkstätten auf. Er arbeitete auch mehrere Jahre in der Schweiz und wurde 1914 als Sachverständiger und Mitarbeiter bei der Sicherung der Böcklin-Fresken im Naturhistorischen Museum Basel beigezogen.